# Clive Barnes
Clive Alexander Barnes (Londra, 13 maggio 1927 – New York, 19 novembre 2008) è stato un critico teatrale e biografo britannico.

## Biografia
Clive Barnes nacque nel borgo londinese di Lambeth e studiò all'Emanuel School di Battersea e al St Catherine's College dell'Università di Cambridge. Dal 1965 al 1977 è stato critico teatrale e di danza per il New York Times, mentre dal 1978 al 2008 ricoprì la medesima carica per il New York Post. Contribuì regolarmente a Dance Magazine, The Times, Daily Express e The Spectator. Inoltre scrisse numerosi libri sul teatro e la danza, firmando anche apprezzate biografie di Tennessee Williams e Rudol'f Nureev.
Sposato quattro volte, morì di cancro allo stomaco a New York nel 2008 all'età di 81 anni e l'anno successivo fu istituito un premio in suo onore.

## Clive Barnes Awards
La "The Clive and Valerie Barnes Foundation" è stata fondata nel 2009 per amministrare i Clive Barnes Awards, premi intitolati a suo nome che supportano eccezionali giovani artisti nella danza e nel teatro.

## Opere (parziale)
- Nureyev. New York, Helene Obolensky Enterprises, 1982. ISBN 0-9609736-2-1